# Честер (Новая Шотландия)
Честер (Новая Шотландия) (англ. Chester, Nova Scotia) — канадская деревня на полуострове Честер, залив Махоуни, Новая Шотландия. Близлежащие воды залива Махоуни и его многочисленные острова активно используются для яхтинга и превратили Честерский яхт-клуб в место задействованное для круизного плавания. Паро́м из деревни совершает ежедневные поездки на остров Большой Танкук и остров Малый Танкук.

## История
Французы присутствовали в Акадии с начала 1600-х годов, но когда британцы расширили своё присутствие в этом районе в 1700-х годах, акадийские поселения на южном побережье Новой Шотландии были немногочисленными и слаборазвитыми. После изгнания акадийцев из этих мест, британцы захотели заселить освободившиеся территории и предложили земельные участки колонистам из Новой Англии, которые испытывали демографический взрыв. В 1761 году новые поселенцы из Новой Англии, во главе с основателями Тимоти Хоутоном и преподобным Джоном Секкомбом, получили земли в районе Честера, который тогда назывался Шорхэм (англ. Shoreham).
После начала Американской революции в Новую Шотландию регулярно вторгались американские вооруженные силы и каперы, который доходили и до Честера во время Рейда 1782 года. В это время некоторые из новых иммигрантов сохраняли нейтральность, не выказывали лояльности Британии в идущем конфликте, в том числе и основатели Тимоти Хоутон и Джон Секкомб, против которых были выдвинуты уголовные обвинения в подстрекательстве к мятежу. Военный офицер Джонатан Прескотт также подозревался в сочувствии американским патриотам.
В 1800-х годах Честер был важным местом для прибрежной торговли. Здесь развивалась экономическая деятельностью, включая лесозаготовку, судостроение, судоходство и рыболовство. Во время англо-американской войны 1812 года американский каперский корабль «Young Teazer» оказался в ловушке у берегов Честера. Чтобы избежать захвата, один из членов экипажа взорвал корабль, в результате чего погибла бо́льшая часть экипажа.
В 1922 году в память о 54 местных солдатах, погибших в Первой мировой войне, была установлена статуя, отлитая шотландским скульптором Дж. Мэсси Райндом. После войны Женский институт Новой Шотландии учредил Мемориальную библиотеку имени Зои Валле.
В 2002 году Честер мог получить статус города, и тем самым поглотил бы Честерский муниципальный округ. Однако, многие жители выступили против слияния и организовали плебисцит, на котором в феврале 2003 года проголосовали против объединения Честера и смены нынешнего статуса населённого пункта.

## Культура

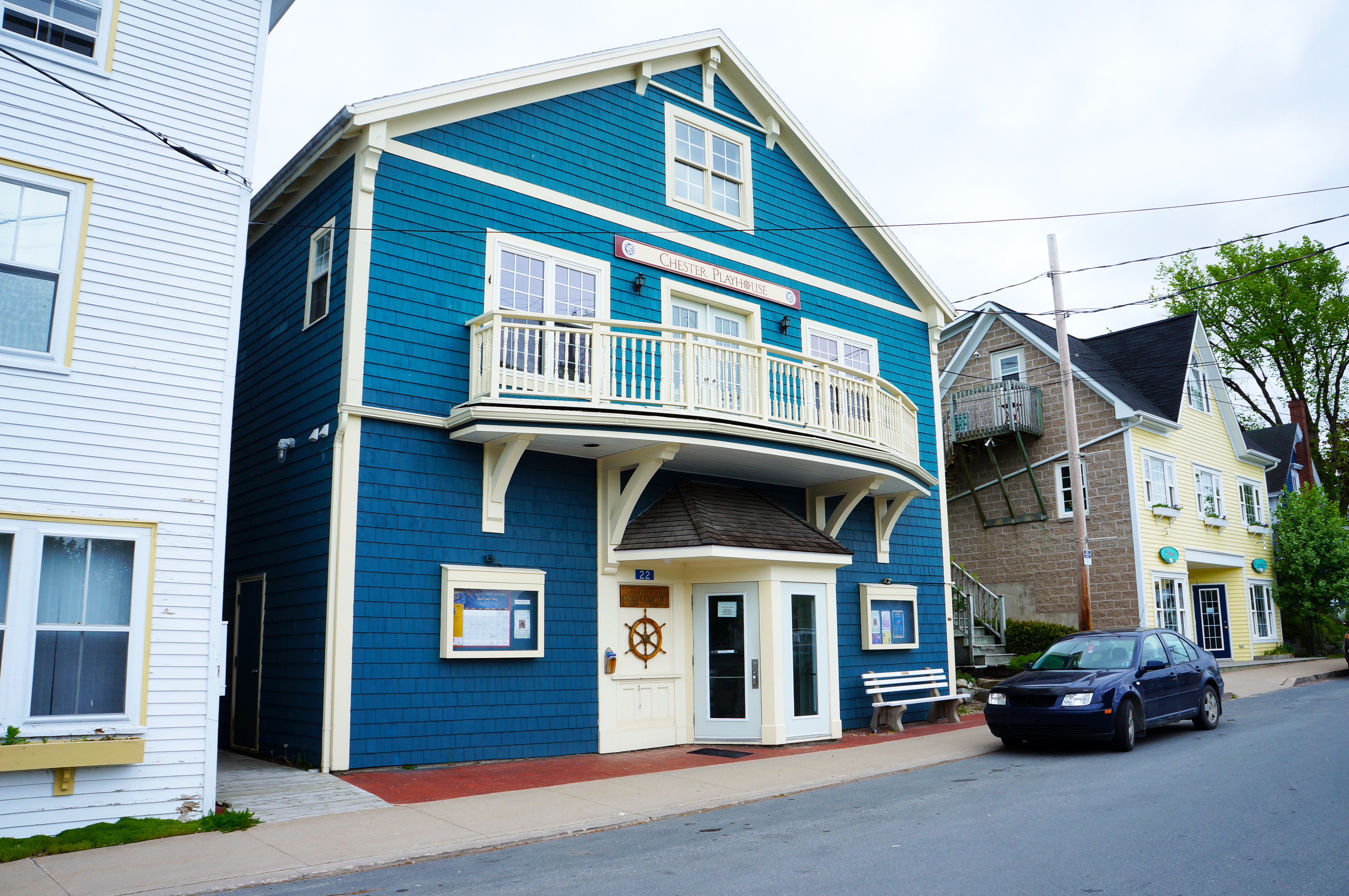
Здание Честерского театра, построенное в 1938 году

Честерский театр — некоммерческая организация по продвижению исполнительского искусства. Здание театра представляет собой кинотеатр, построенный в 1938 году и перепрофилированное в 1963 году. В 1987 году здание было куплено Кристофером Ондатже и передано в дар Театральному совету Честера. Его вместимость составляет 176 человек. У театра есть круглогодичная программа с различными типами выступлений, в том числе с участием местного фолк-музыканта «Старика» Людеке.
Семейный ресурсный центр Честера и местного района оказывает поддержку молодым родителям.
Честер был местом съёмок телесериалов «Хейвен» и частей «Проклятие острова Оук».
Основанный в 1873 году и зарегистрированный в 1906 году, Честерский духовой оркестр представляет собой духовой ансамбль в британском стиле. Оркестр является некоммерческой волонтёрской организацией, полностью финансируемой за счёт своих членов, выступлений и меценатов. В репертуар Честерского духового оркестра входят классические произведения, марши, гимны, популярные мелодии и оригинальные произведения, написанные или аранжированные специально для духового оркестра. В состав группы также входят более мелкие подгруппы: диксиленд-бэнд, сценический оркестр и небольшие духовые ансамбли. Группа выступает в Новой Шотландии и по всему миру, часто аккомпанируя приглашенным хорам, вокалистам и выдающимся инструменталистам. Пять раз Честерский оркестр входил в тройку лучших на Международных чемпионатах духовых оркестров.

## Развлечения и отдых

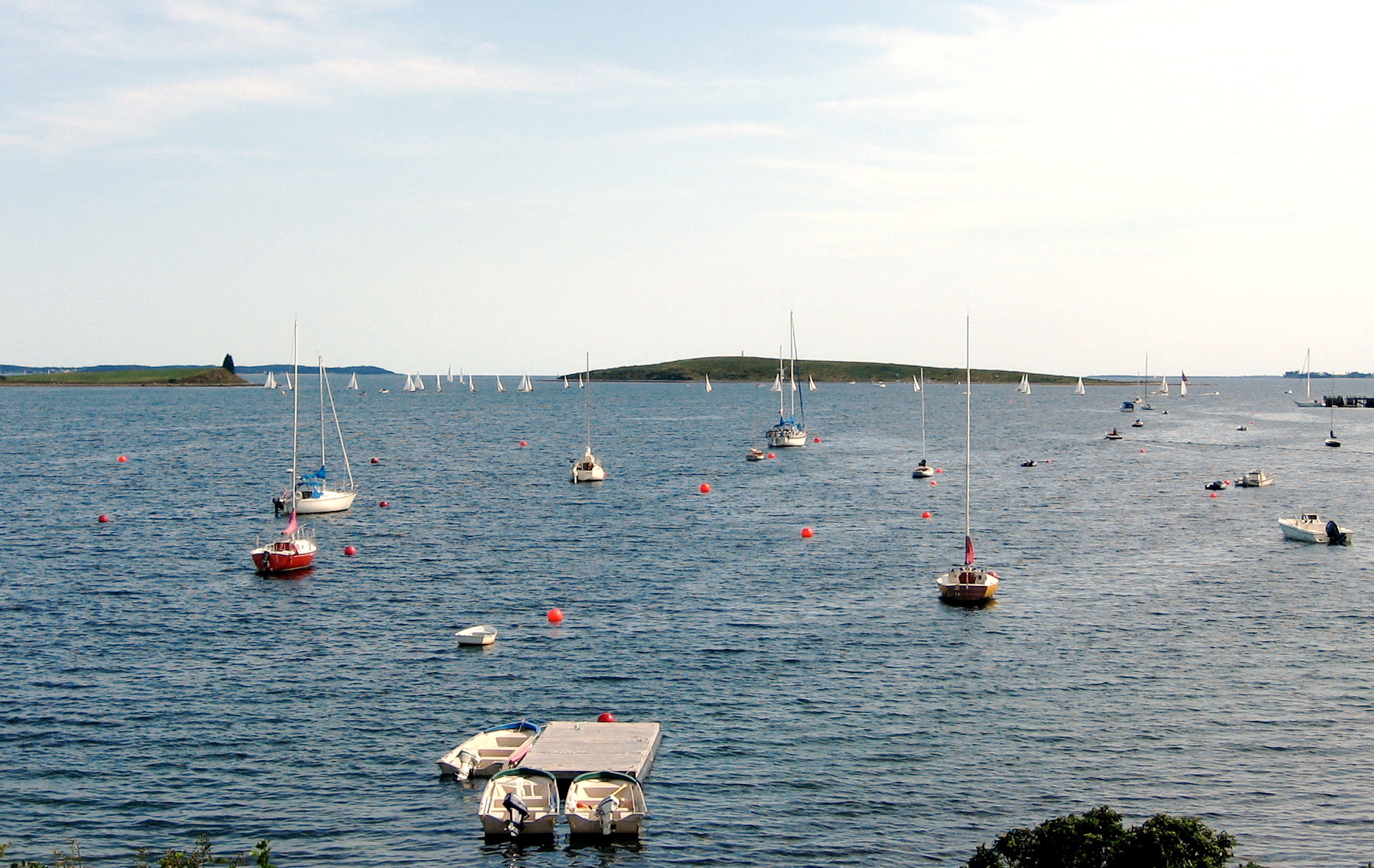
Вид на залив Честера

Вокруг залива Махоун действуют несколько пунктов проката лодок. Воды Залива используются для каякинга и парусного спорта. Яхт-клуб Честера проводит Неделю гонок, где килевые лодки со всего восточного побережья Северной Америки соревнуются во вторую неделю августа.
Для пешеходов и велосипедистов есть также «Chester Connector», который является муниципальным участком предыдущей железнодорожной линии, используется для активного отдыха, в том числе и моторизованными транспортными средствами.
В последние выходные июля проводится ежегодное шоу Chester Garden Show и, а также туры по гавани. Также в эти выходные проводится распродажа лобстеров.
Муниципальное общество наследия Честера управляет Домом-музеем и детской игровой площадкой, в начале июля они проводят ежегодный антикварный аукцион, а также ежегодную экскурсию по музею. Зимой проходят мероприятия «Пой! Хоры» в декабре и «Самый холодный день года» в феврале, со сбором средств для Честерского театрального общества.
Гольф-клуб Честера имеет поле с видом на гавань.
В Честере действуют теннисный клуб, каток и кёрлинг-клуб.

## Известные уроженцы
- Дональд Хебб — канадский физиолог и нейропсихолог

## Галерея

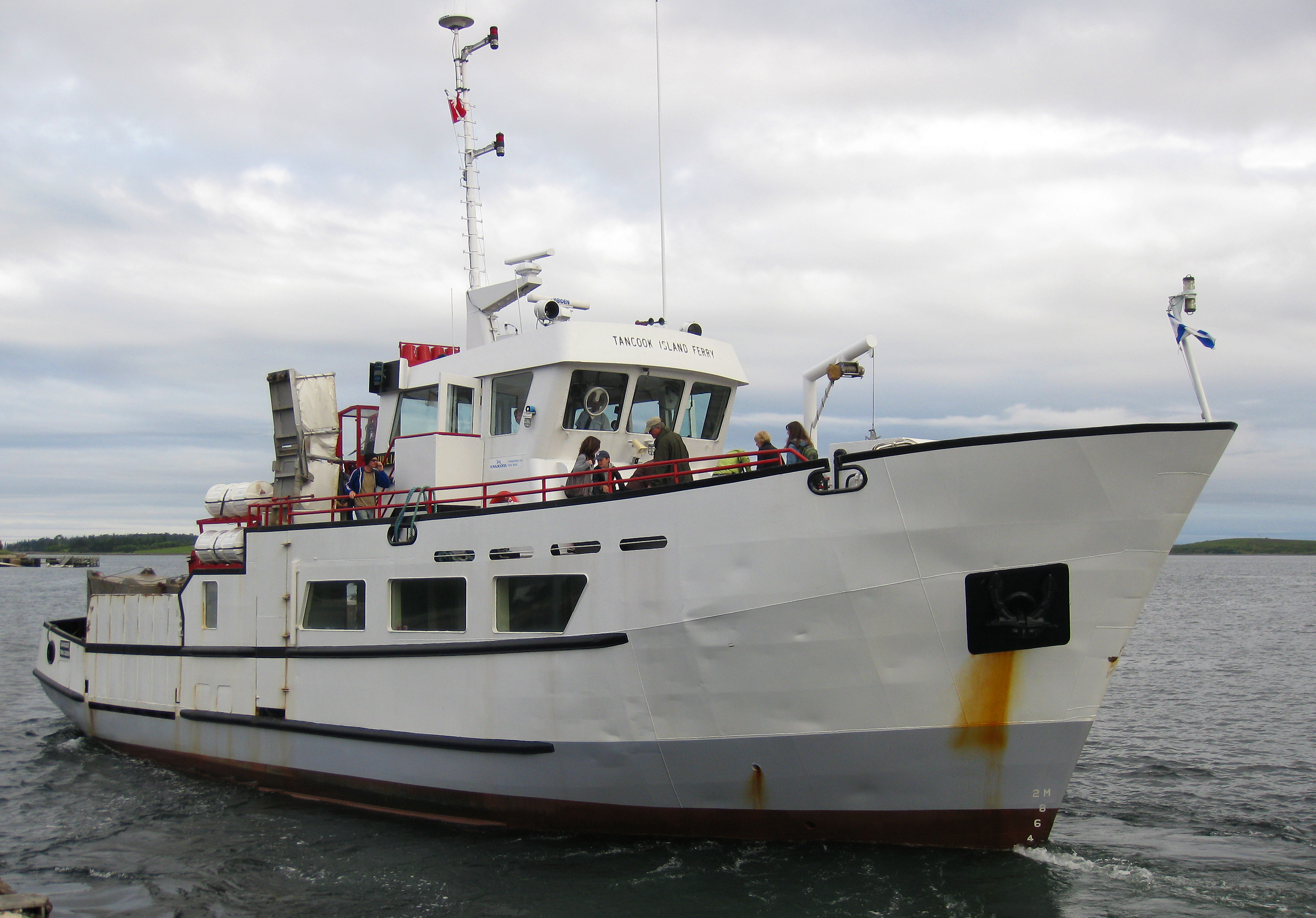
Пассажирский паром «MV William G Ernst»
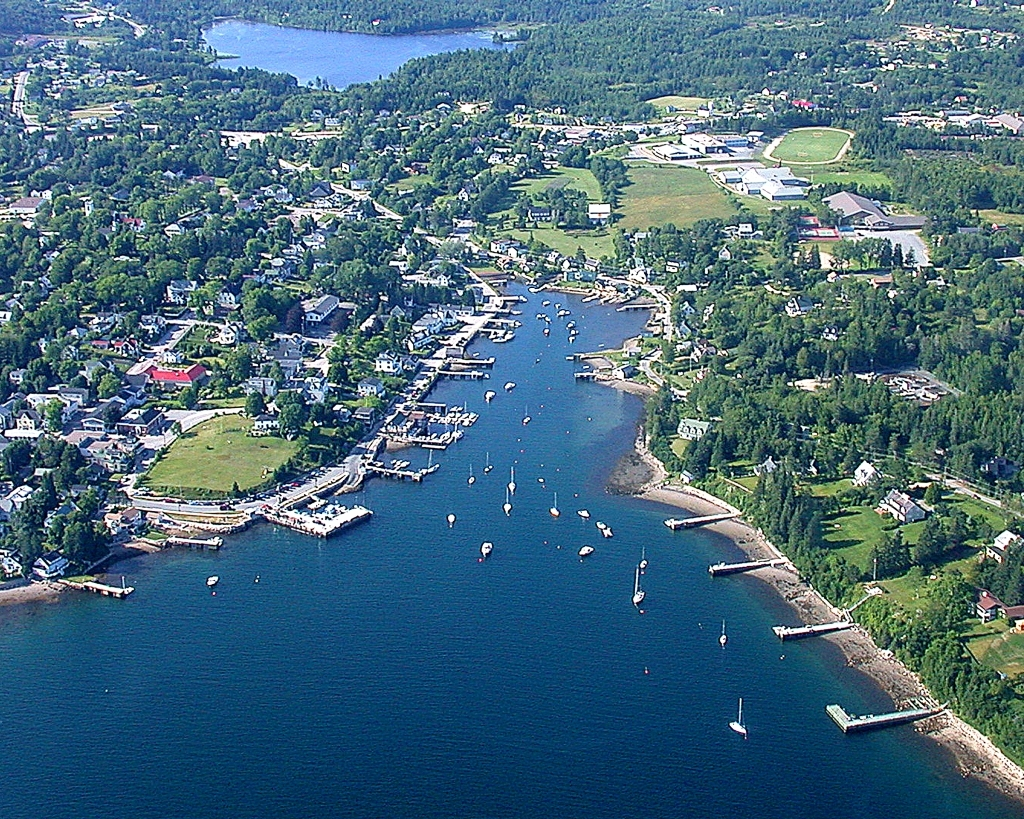
Панорамный вид на залив
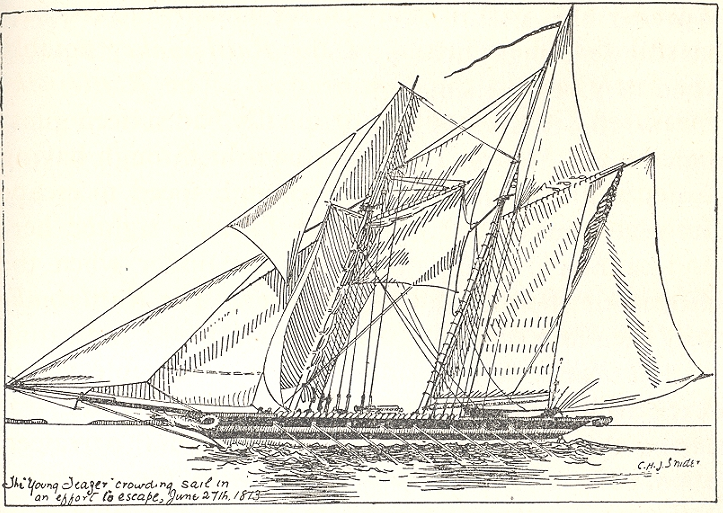
Американский каперский корабль «Young Teazer», захваченный, но взорванный у берегов Честера[англ.] в 1813 году
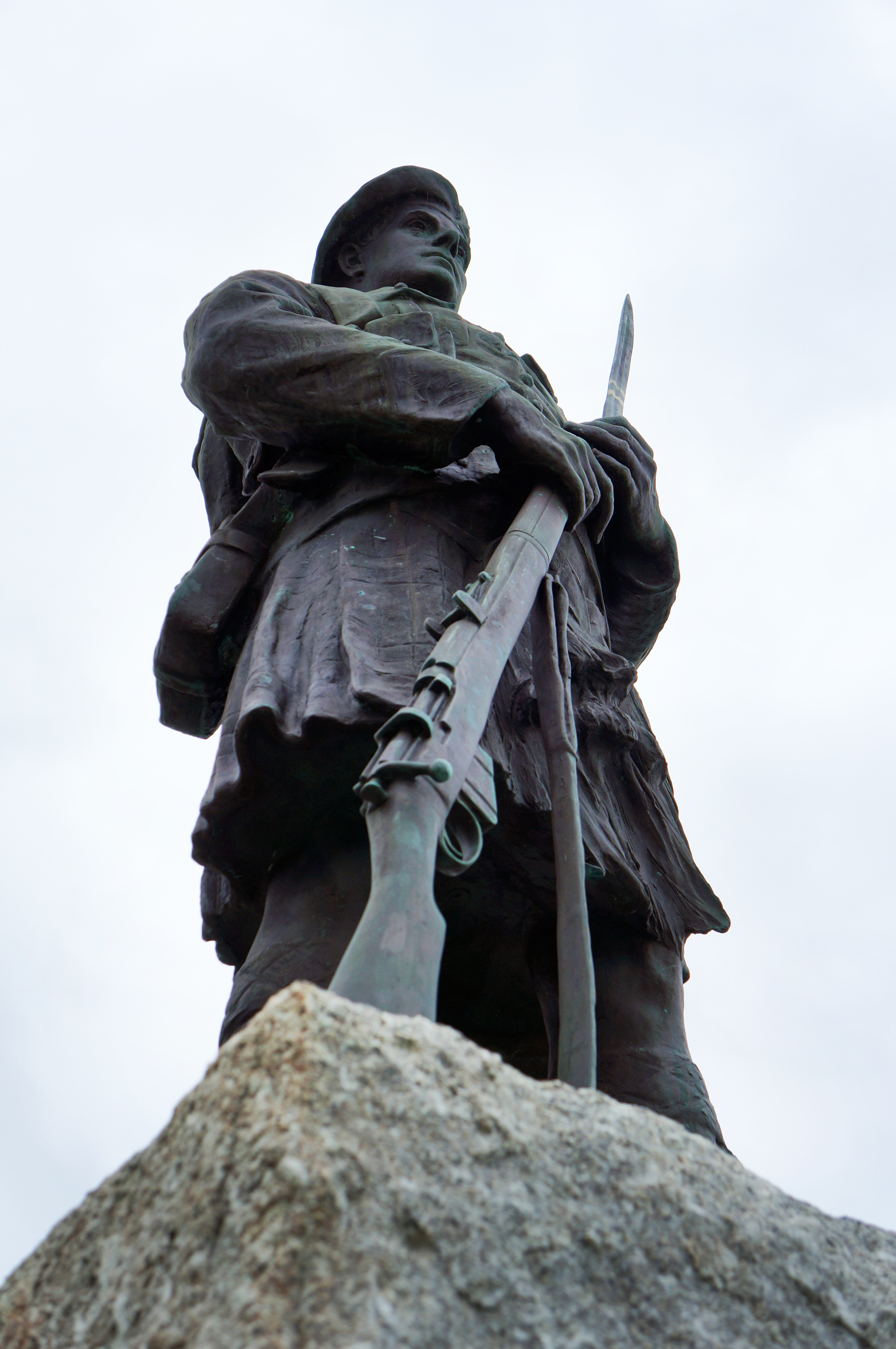
Памятник солдату из Новой Шотландии работы Дж. Мэсси Райнда[англ.]
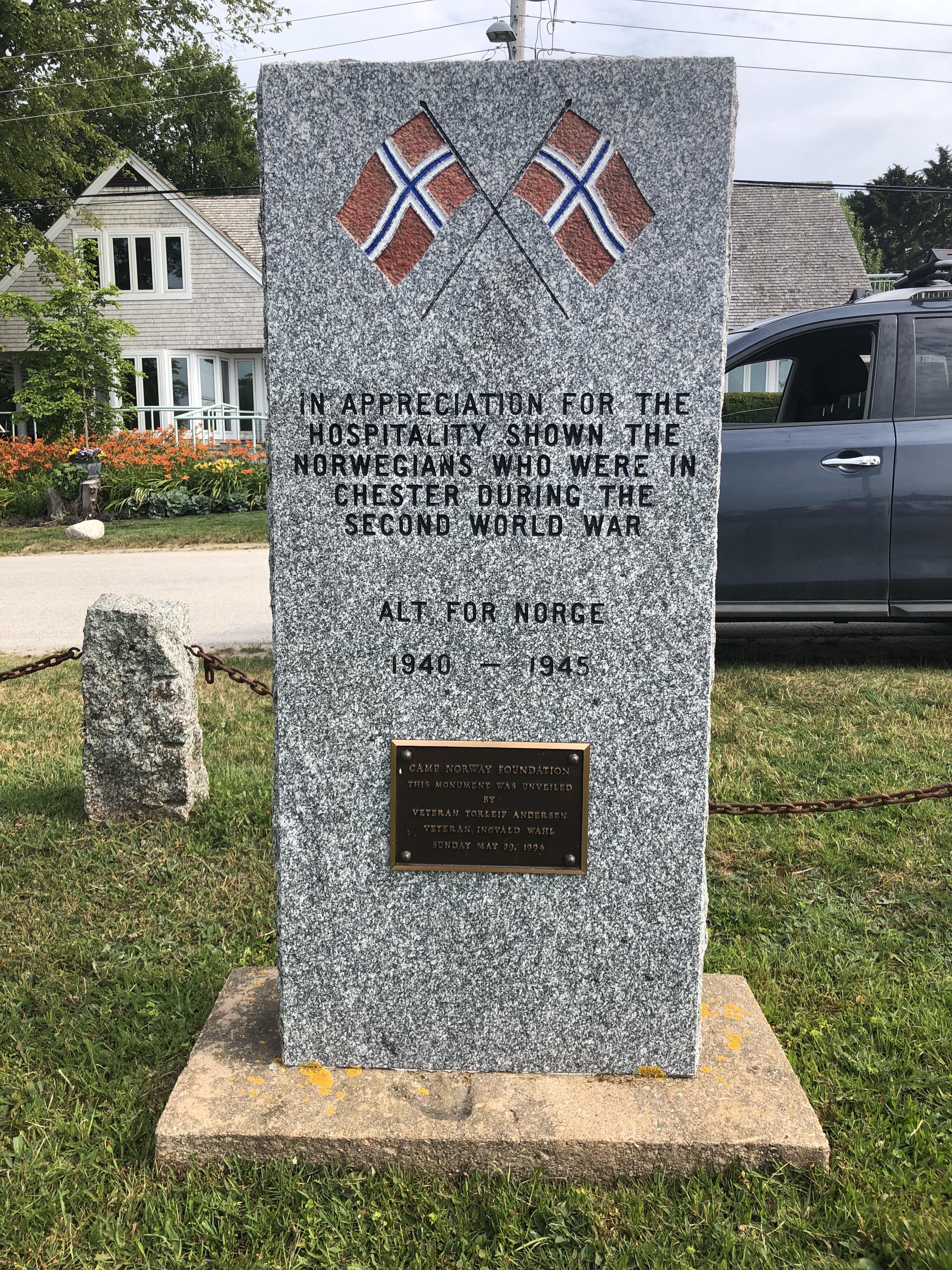
Памятник Кемп-Норвей[англ.]
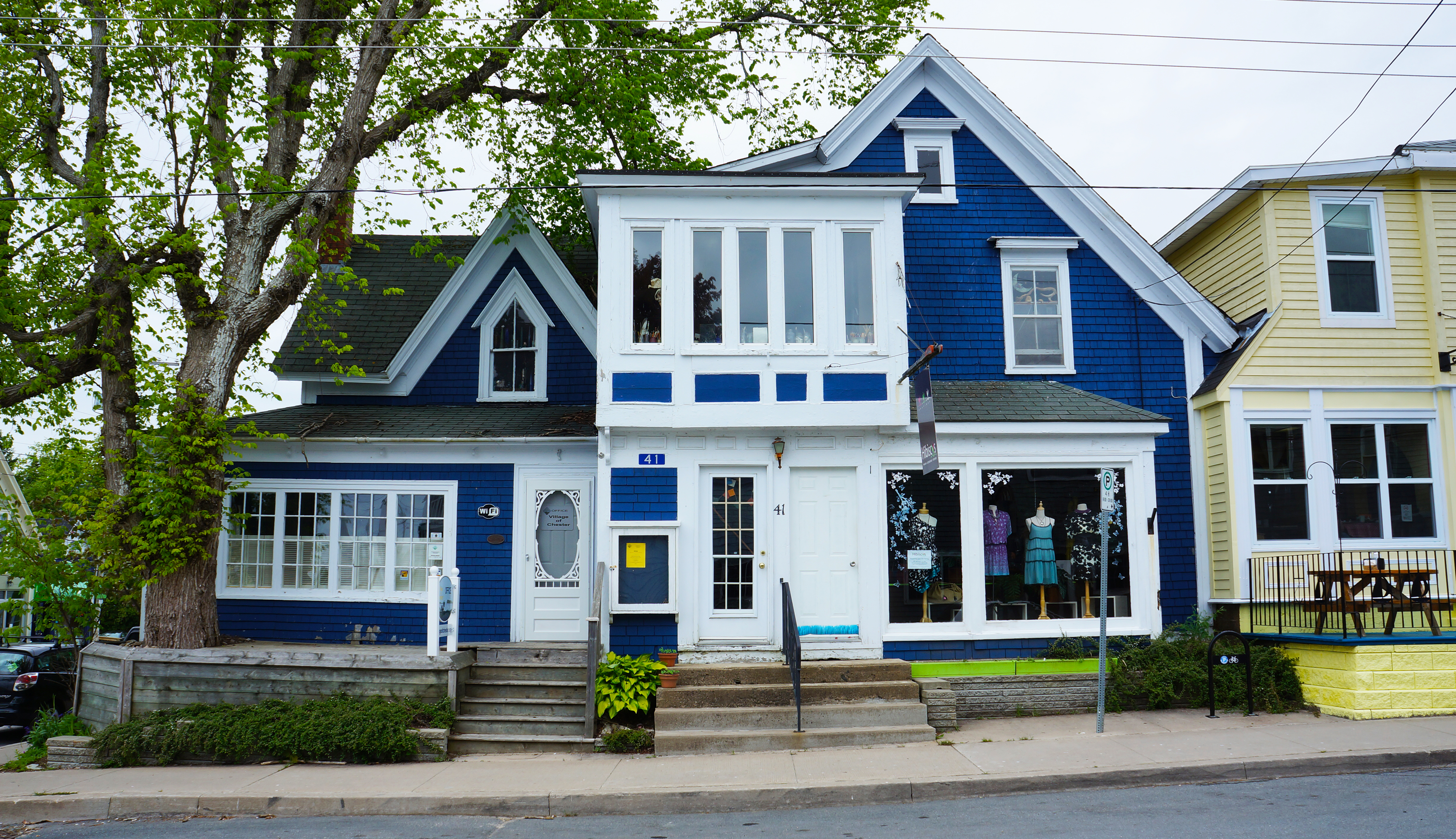
Улица Честера
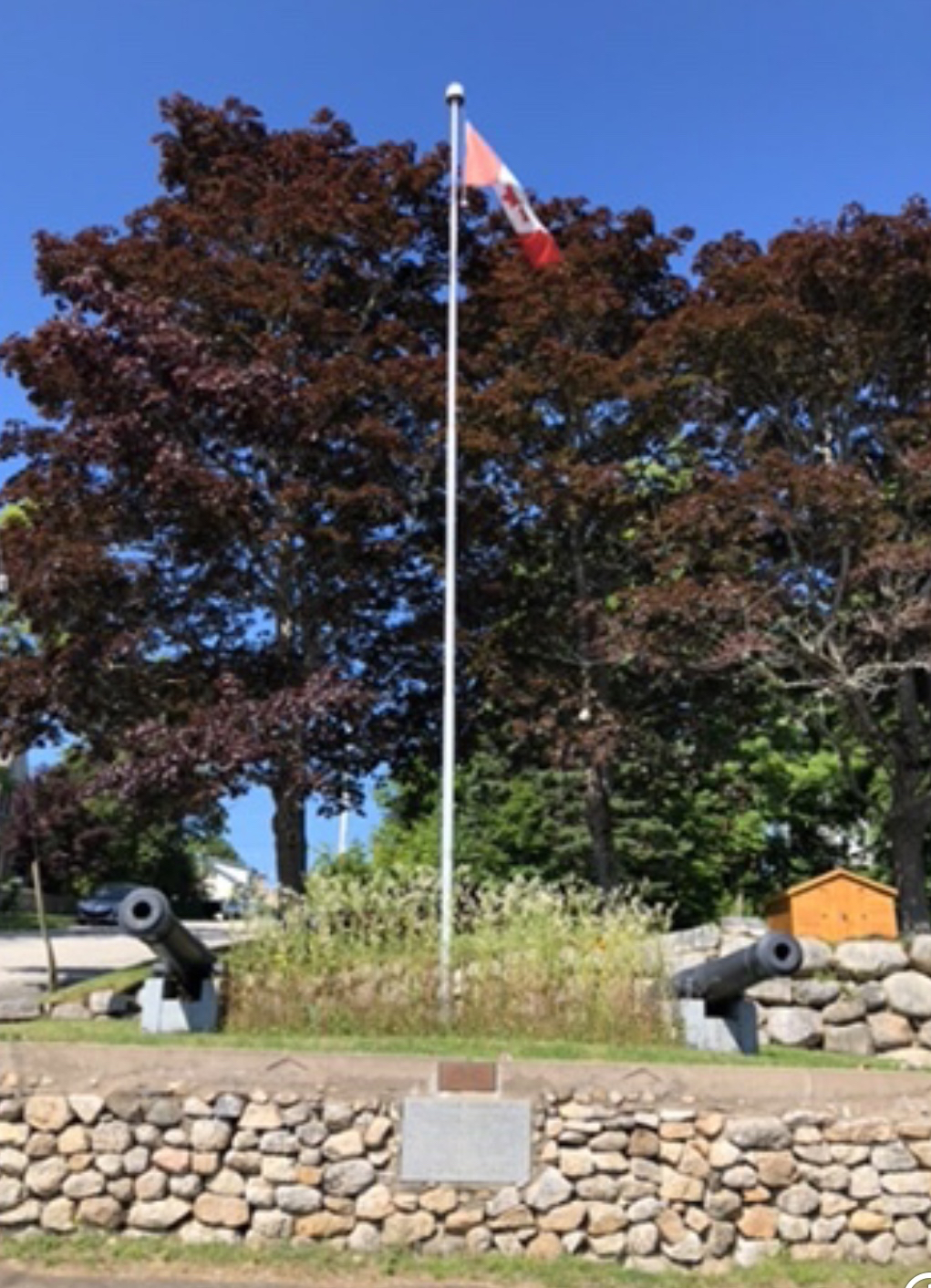
Честерские пушки — использовались для защиты города во время Рейда 1782 года на Честер[англ.]
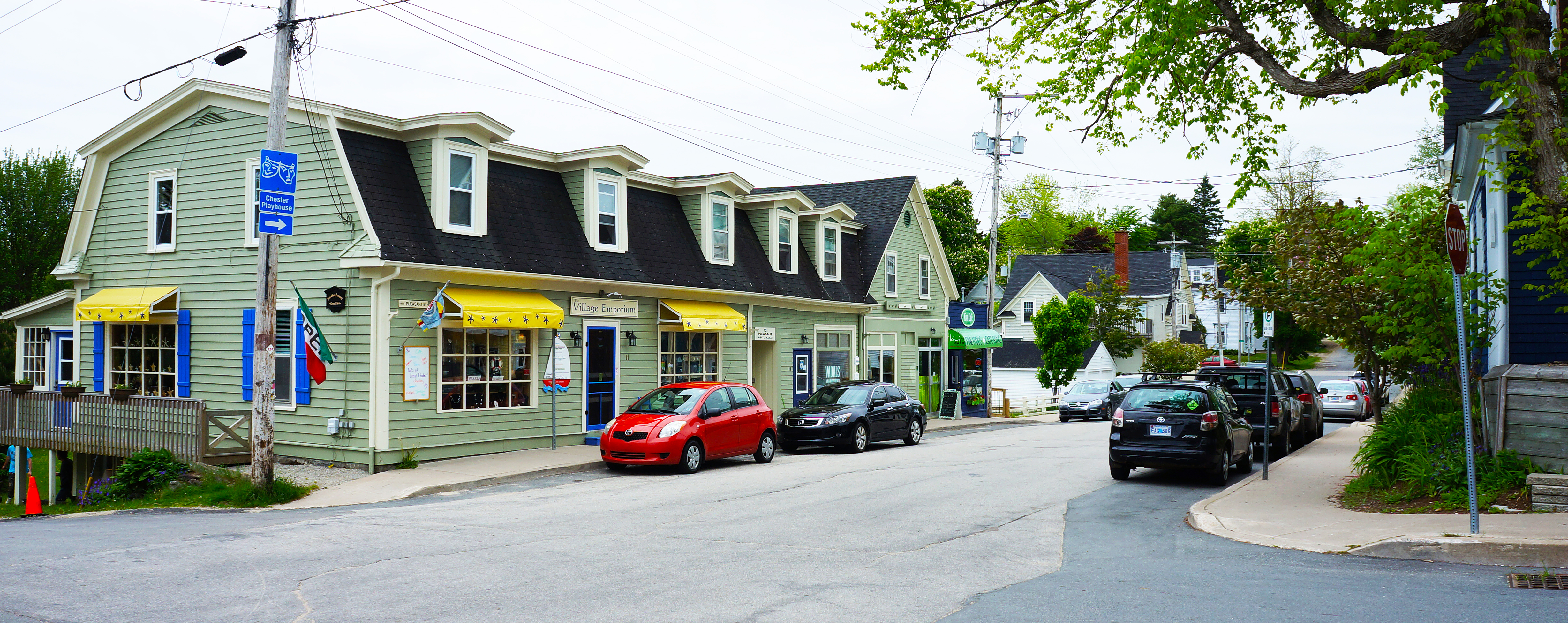
Улица Честера